# Хуяг

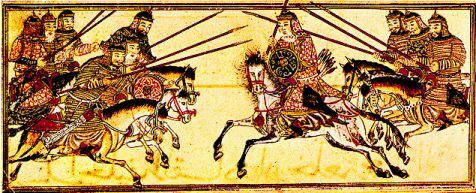
Монгольская тяжёлая кавалерия (персидская миниатюра)

Хуяг (хуяк, куяк) — общее название монгольских доспехов из твёрдых материалов (чаще всего — железа). Монгольский хуяг имел ламеллярную, ламинарную или комбинированную структуру.
В эпоху Золотой Орды на Руси слово хуяг широко применялось в качестве наименования доспехов монгольского типа, позднее это слово было облагозвучено в куяк в качестве наименования бригантин восточного типа. Современные историки используют его для названия монгольских доспехов.
Варианты:
- Хуяг — общее слово для обозначения панциря.
- Хатангу дэгэл — халат из мягких материалов, мог усиливаться элементами типа зерцала, наплечников и т. д. Вариант произношения — «хатангу дээл».
- Хуус хуяг — из кожаных пластин, имел аналоги в Тибете и Китае.
- Илчирбилиг хуяг — кольчужный панцирь. Возможно, слово «илчирбегин» — тюркского происхождения.
- Чаргах — мягкий панцирь из органических материалов (кожи, меха). Часто носился совместно с более надёжным панцирем.
- Худесуту хуяг — ламеллярный или ламинарный доспех. Классификация встречается разная. Часто изображается на персидских, китайских и японских миниатюрах.